# La Voix lactée (Cadieux, Paris)
Pour les articles homonymes, voir La Voie lactée.
La Voix lactée est une œuvre de l'artiste québécoise Geneviève Cadieux, située à Paris, en France. Installée en 2011 dans la station de métro Saint-Lazare, il s'agit d'une mosaïque représentant des lèvres.

## Description
La Voix lactée est une mosaïque de verre représentant les lèvres entrouvertes d'une femme. Elle épouse la forme du mur contre lequel elle est appliquée : une portion de disque. Sur les murs du tunnel menant à l'œuvre sont inscrits les vers d'un poème d'Anne Hébert, également en mosaïque.
L'œuvre est installée dans la station Saint-Lazare du métro de Paris, à l'extrémité nord du tunnel reliant la ligne 14 à la ligne 9 (station Saint-Augustin).

## Historique

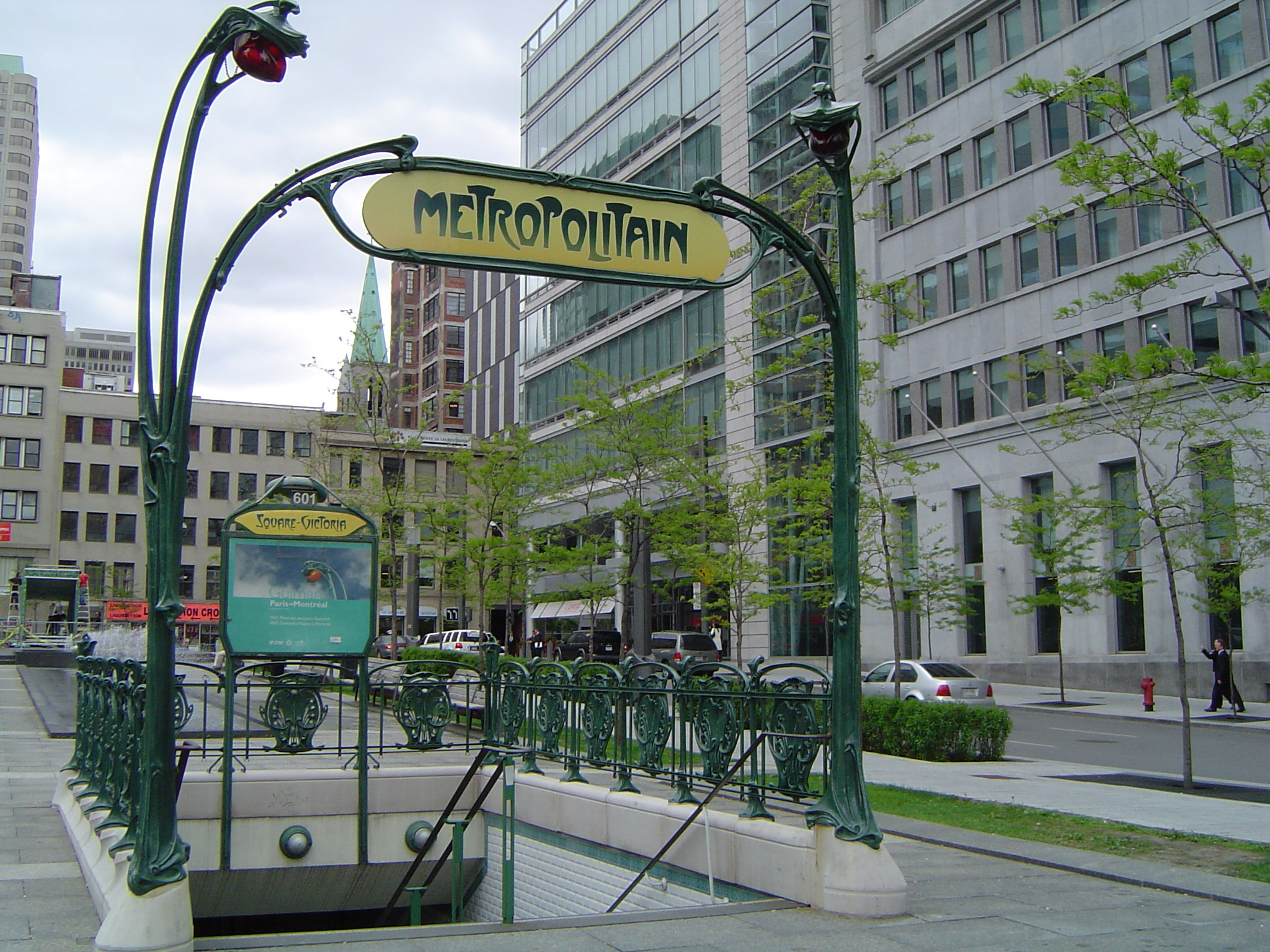
Entrée de la station Square-Victoria–OACI à Montréal.

En 1966, la RATP prête à la Société de transport de Montréal un édicule Guimard, à la suite de son démantèlement de la station Étoile. La STM l'installe sur l'un des accès de la station Square-Victoria–OACI du métro montréalais. Il s'agit de la seule entrée Guimard originelle sur une station de métro hors Paris, alors que d'autres métros ont reçu des reproductions des célèbres portiques. 

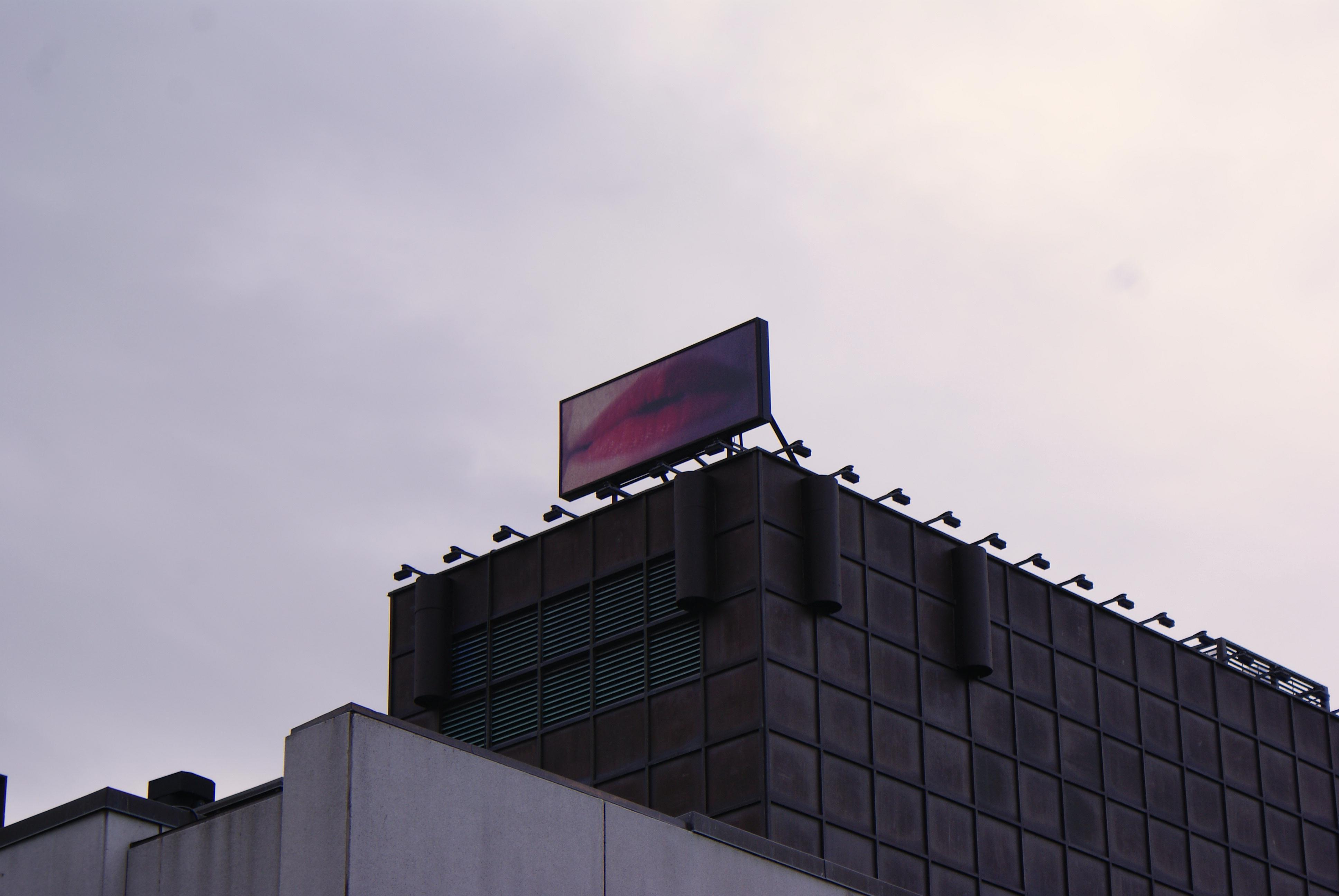
La Voie lactée, œuvre de Geneviève Cadieux, sur le toit du Musée d'art contemporain de Montréal.

En 2003, après la restauration de l'édicule, celui-ci est définitivement donné à la STM ; en échange, cette dernière s'engage à offrir à la RATP une œuvre d'art. Pour ce faire, elle organise en 2009 un concours sur le thème de la langue française. L'œuvre de la photographe québécoise Geneviève Cadieux est sélectionnée ; elle est installée dans le métro parisien et inauguré le 4 octobre 2011,.
L'œuvre parisienne est une réplique en mosaïque d'une célèbre photographie de Geneviève Cadieux, exposée sur le toit du Musée d'art contemporain de Montréal, sous le titre homophone de La Voie lactée (en). 
La réalisation de la mosaïque a été effectuée par l'atelier allemand Franz Mayer.